# Nexity
Nexity ist ein französisches Unternehmen in der Immobilienbranche.

## Hintergrund und Geschichte
Das Unternehmen wurzelt in der Baufirma Férinel, die ab 1974 aus dem Industriebaugeschäft ausstieg und sich fortan auf das Geschäft mit Wohnimmobilien konzentrierte. Diese Umstrukturierung geschah auf Betreiben von Bernard Arnault, der nach seinem Eintritt in den Familienbetrieb seinen Vater davon überzeugt hatte, den Fokus vom Bau- auf das Immobiliengeschäft zu verlagern. Die Firma expandierte innerhalb Frankreichs und investierte unter anderem in Paris. 1995 übernahm der Mischkonzern Compagnie Générale des Eaux (CGE) einen Großteil der Immobilienaktivitäten von Férinel. Doch schon bald darauf brachten die verschiedenen Aktivitäten in den unterschiedlichsten Branchen das Unternehmen in eine Schieflage, so dass das Unternehmen sich einer massiven Restrukturierung unterzog. Dabei wurde das Immobiliengeschäft in der neu gegründeten Tochtergesellschaft Compagnie Générale d'Immobilier et de Services (CGIS) konzentriert und wenig später vom Hauptkonzern CGE, der sich unter dem Namen Vivendi fortan hauptsächlich auf seine Medienaktivitäten konzentrierte, abgestoßen.
Als selbständige Immobiliengesellschaft geriet CGIS rund um die Jahrtausendwende in Probleme und musste seine Beteiligungen an den Hotelketten Accor und Pierre et Vacances an den Konkurrenten Unibail verkaufen. Nach einem Management-Buy-out rund um Stéphane Richard und Alain Dinin im Jahr 2000 änderte das Unternehmen seinen Namen in Nexity. Unter der Leitung von Dinin, der die Geschäftsführung 2003 übernommen hatte, ging das Unternehmen 2004 an die Börse, wo es später im CAC Mid 60 sowie im Next 150 gelistet war.
2020 galt Nexity als Europas größter börsennotierter Entwickler für Wohnimmobilien. Im März 2020 gelang der Einstieg in den deutschen Immobilienmarkt mit der Übernahme von 65 % der Firmenanteile der Pantera AG (Köln).
Véronique Bédague, die seit 2021 Generaldirektorin von Nexity war, ist seit dem 1. Januar 2023 Präsidentin und Generaldirektorin (présidente-directrice générale). Alain Dinin wurde der Titel eines Ehrenpräsidenten verliehen, der ihm einen Sitz im Verwaltungsrat ermöglicht.